# Vranov nad Dyjí
Pour les articles homonymes, voir Vranov.
Vranov nad Dyjí (en allemand : Frain) est un bourg (městys) du district de Znojmo, dans la région de Moravie-du-Sud, en Tchéquie. Sa population s'élevait à 816 habitants en 2020.
Vranov nad Dyjí est célèbre pour son château fort reconstruit dans le goût baroque, perché sur un éperon rocheux qui domine les eaux de la Dyje.

## Géographie
Vranov nad Dyjí est arrosée par la Dyje et se trouve près de la frontière autrichienne, à 19 km à l'ouest-nord-ouest de Znojmo, à 67 km au sud-ouest de Brno, à 87 km au nord-ouest de Vienne (Autriche) et à 165 km au sud-est de Prague.
La commune est limitée par Štítary au nord, par Onšov et Horní Břečkov à l'est, par l'Autriche au sud, et par Podmyče et Lančov à l'ouest.

## Histoire
L'histoire du bourg est inséparable de celle du château qui le domine. La première mention qui est faite se trouve dans la chronique de Cosmas de Prague écrite aux environs de l'an mil. Au XIVe siècle, le château, propriété des ducs puis rois de Bohême passe aux mains de Henri de Lipa (Jindřich z Lipé), un potentat local auprès de qui le roi de Bohême, Jean de Luxembourg l'avait gagé en même temps que les terres alentour pour financer ses expéditions guerrières. Ce même Henri de Lipa cède la seigneurie aux Bítovský de Lichtembourg.
Pendant la guerre de Trente Ans, le bourg et son château sont pris par les Suédois, pillés à plusieurs reprises pour finalement être détruit par un incendie en 1665. En 1680, Michel Jean II d'Althann entreprend une reconstruction générale dans le goût baroque en faisant appel à Johann Bernhard Fischer von Erlach qui y travaille entre 1687 et 1695.

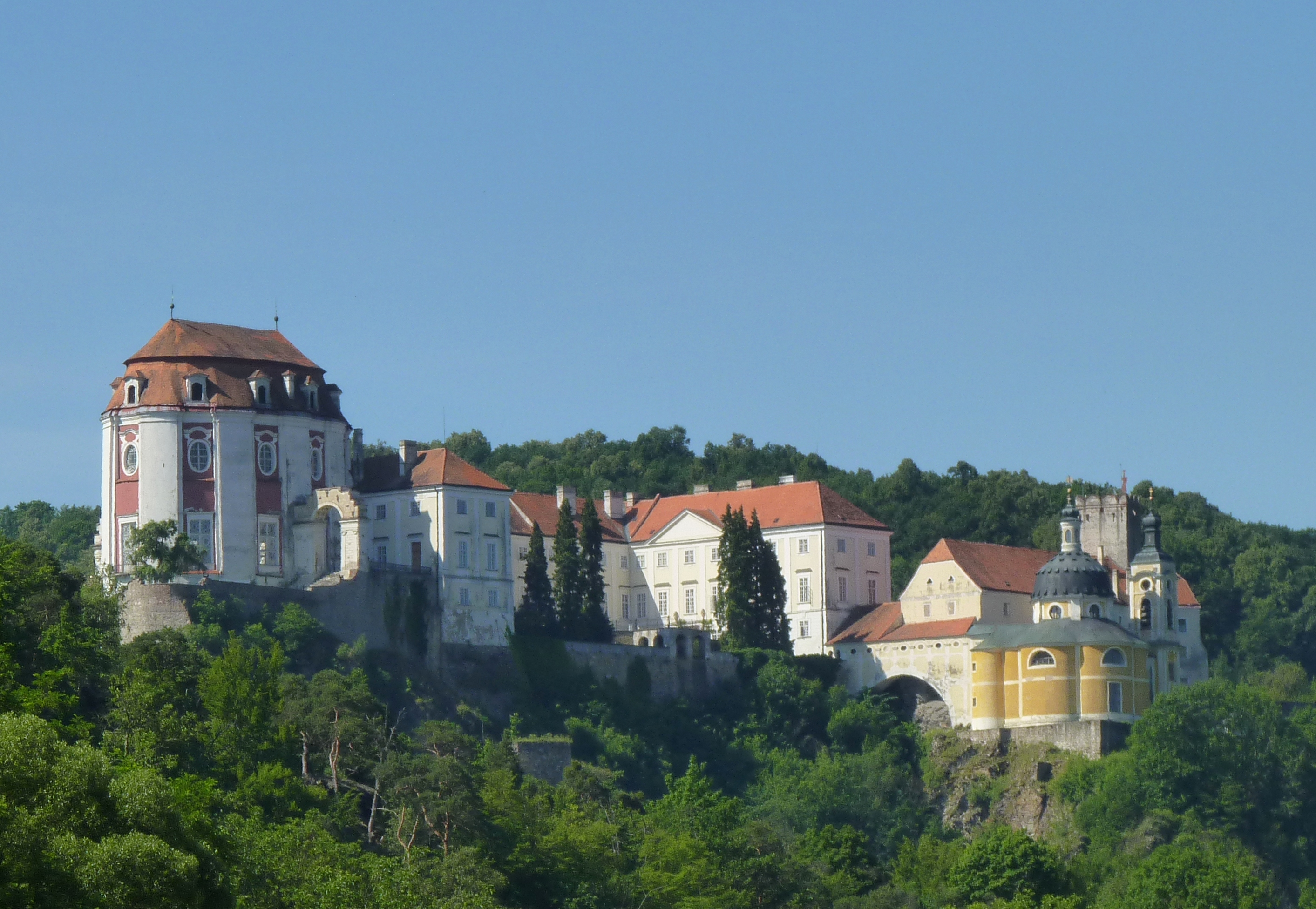
Vue générale du château.
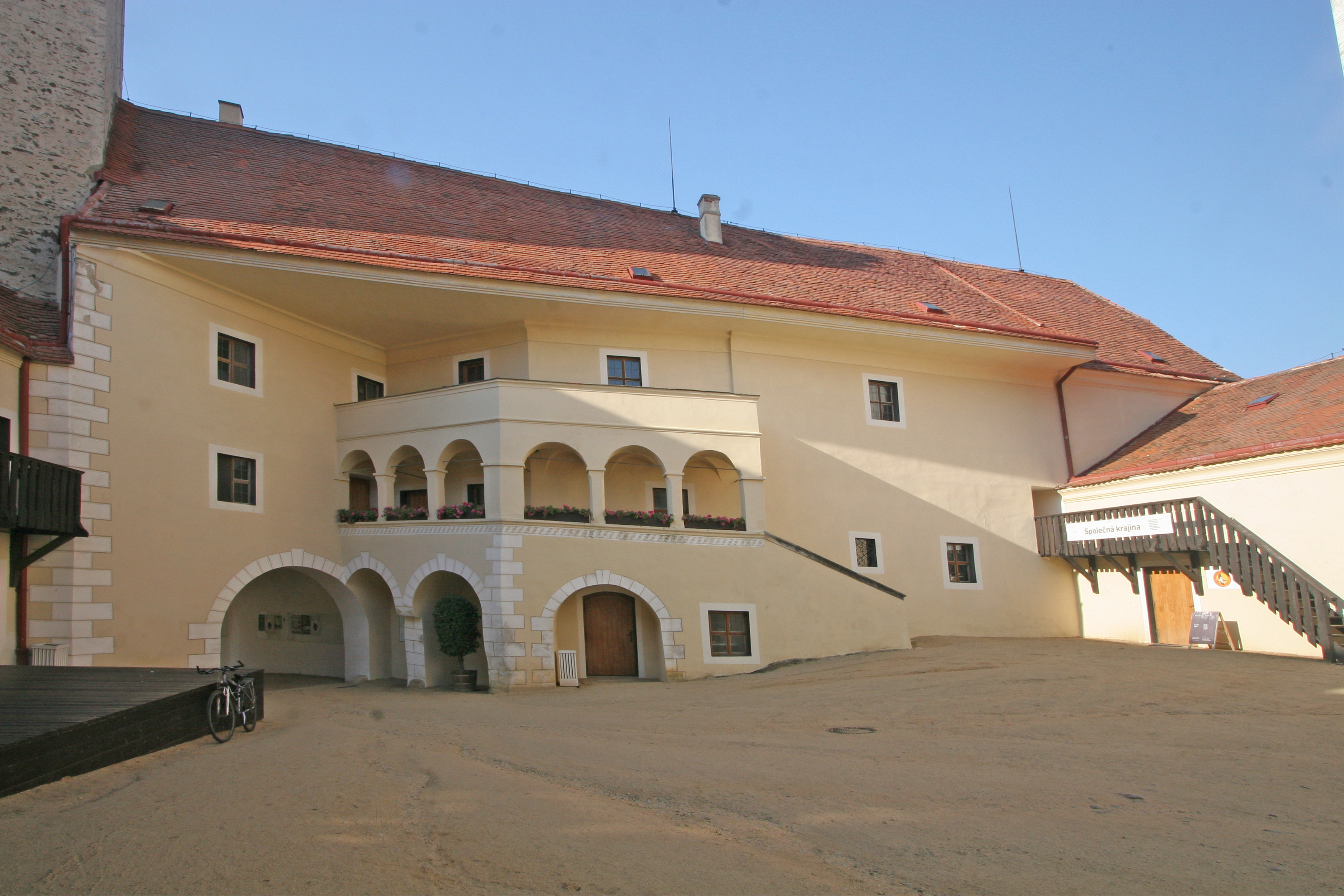
La cour intérieure du château.

L'architecte est limité par l'aspect biscornu du terrain et par la nécessité d'utiliser ce qui reste des constructions précédentes. Il tourne ces contraintes à son avantage pour créer un ensemble baroque qui, s'il abandonne la grandeur incommensurable typique des ambitions nobiliaires de l'époque, n'en gagne pas moins un caractère pittoresque unique en son genre.
La salle ovale, qui se dresse sur l'éperon rocheux qui domine le bourg et la Dyje, reprend le motif, la « signature » pourrait-on dire, qu'est l'ellipse dans l'architecture baroque. Elle est richement décorée sur toute sa surface intérieure par les artistes viennois Johann Michael Rottmayr (fresques) et Tobias Kracker (statuaire) qui y ont signé l'une des décorations les plus riches et les plus abouties de la peinture baroque en Bohême, le tout à la gloire de la maison des Althann. Les peintures de la chapelle sont signées Ignaz Heinitz von Heinzenthal.

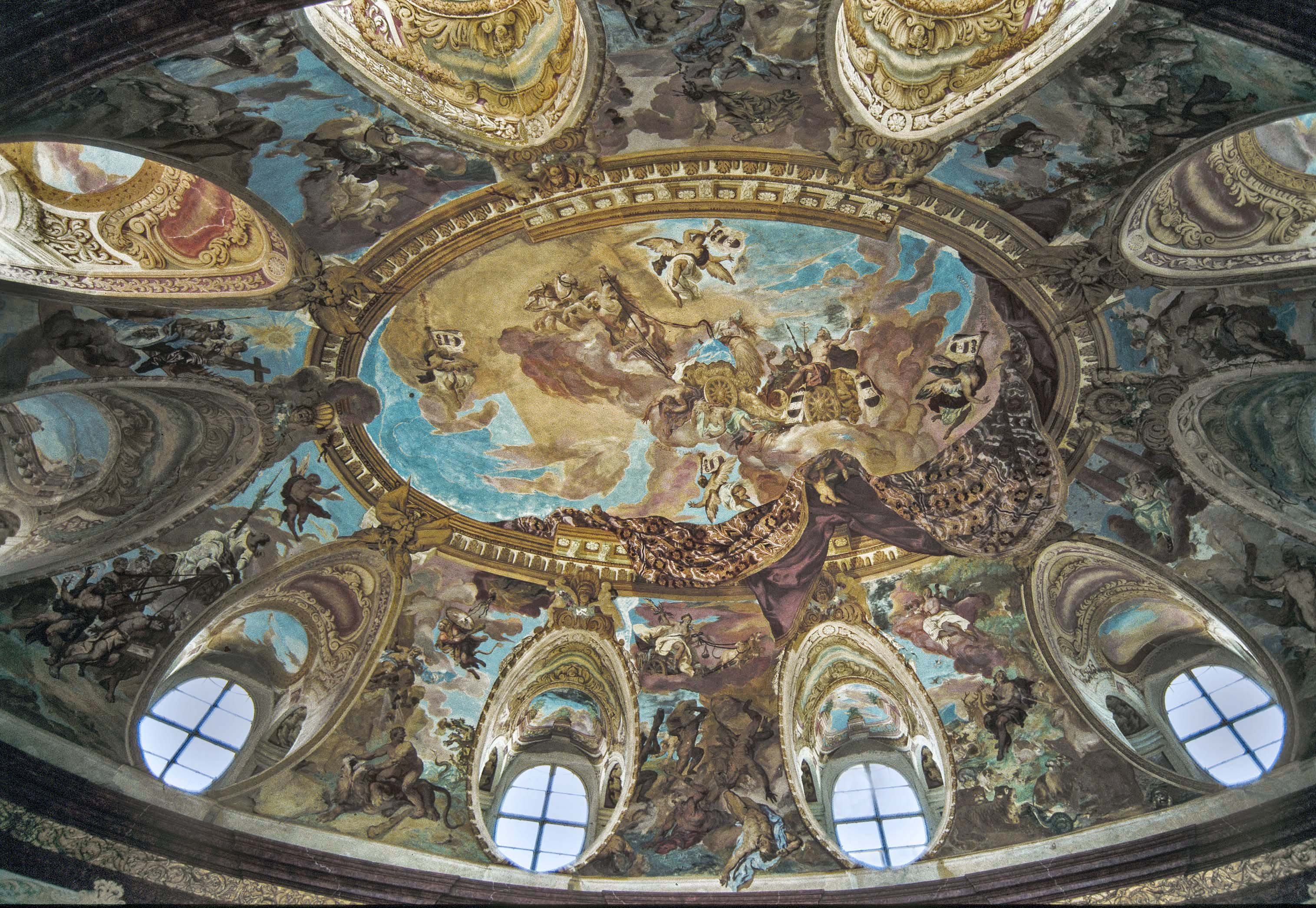
Coupole du hall des Ancêtres.

Dans la seconde moitié du XVIIIe siècle, la maitresse des lieux, Marie Anna von Althann, née Pignatelli, par ailleurs favorite de l'empereur Charles VI, fait appel aux talents du fils de Johann Bernard, Joseph Emanuel Fischer von Erlach, pour poursuivre l'œuvre de son père. Celui-ci, en collaboration avec l'architecte Anton Erhard Martinelli, ajoute une cour d’honneur sur un espace limité et un escalier monumental décoré d'atlantes. Le dernier des Althann, Michael Josef, décore le château en style Louis XVI.
À la fin du XVIIIe siècle, lors d'une liquidation judiciaire, la propriété est acquise par l'avocat pragois Josef Hilgartner, qui le complète par un parc dans le style anglo-chinois. C'est le dernier changement notable pour le château qui changera encore une fois de propriétaires pour passer aux mains de la maison polonaise des Mniszek et des Stadnický.
Stanislas Mniszek rend Vranov célèbre, non pour son château mais pour ses produits en grès, en fondant une fabrique qui exporte dans tout l'Empire austro-hongrois durant le XIXe siècle et est encore active au début du XXIe siècle.